# Kauczuk butadienowo-styrenowy
Kauczuk butadienowo-styrenowy, SBR, Buna-S – organiczny związek chemiczny, kopolimer otrzymywany z dwóch monomerów, styrenu i 1,3-butadienu. Jedna z odmian handlowych firmy Goodyear nosi nazwę Neolite.